# 寝起きヤシの木
「寝起きヤシの木」（ねおきやしのき）は、日本のボカロP、ゆこぴによる楽曲。ボーカルに歌愛ユキを起用した曲で、2023年7月28日にniconico・YouTubeにミュージックビデオがアップロードされた。

## 楽曲解説・ミュージックビデオ
作者のゆこぴは、日常の出来事を切り取った30秒程度の短い楽曲をTwitterに投稿しており、本楽曲も、その流れを引き継いだSNSで拡散されやすい気軽な内容となっている。
ゆこぴは、同年3月に「強風オールバック」を投稿し、UGCが広がったり、日清食品のシーフードヌードルとレッドシーフードヌードルのCMでこの曲の替え歌が起用されたりするなど人気を博した。
本楽曲は寝ぐせをテーマにしており、寝起きの髪がボサボサになっているのを見て愕然とするシーンから歌が始まり、かわいいイラストと共に、小気味いいリズムと気の抜けた伴奏に合わせてどこかのんびりしている様子が歌われている。「強風オールバック」と同じく、ミュージックビデオのアニメーションは小津が担当、MVに登場する少女はボーカルに起用されている歌愛ユキである。

## 反響・評価
投稿から8時間57分後にYoutubeの再生回数が100万再生に達し、それまで100万再生の最速記録であったDECO*27の「愛言葉IV」の約21時間を大幅に更新。2日後にはニコニコ動画での再生回数が10万回を突破した。
発売4日後には、2023年8月2日公開のBillboard JAPAN「ニコニコ VOCALOID SONGS TOP20」で初登場1位を獲得した。
8月14日までにYouTubeでの再生回数が1000万回に到達。自身が「強風オールバック」で記録したYouTube1000万再生最速記録である51日を大幅に上回る15日17時間53分の記録を樹立し、「メズマライザー」が13日17時間12分の新記録を樹立するまでは最速記録であった。
また、歌ってみたなどの数多くの二次創作動画が生成されており、中でもサンリオが2023年10月13日に公式サイトでシナモロール（シナモン）の「寝起きヤシの木/シナモン【歌ってみた】」を公開、僅か10日間で180万回の再生を記録した。シナモンの声優を務める川田妙子が歌っている。